# Win Wilfong
Alva Winfred « Win » Wilfong, né le 18 mars 1933 à Puxico, dans le Missouri, décédé le 18 mai 1985, à Lincoln, dans l'Illinois, est un joueur américain de basket-ball. Il évolue durant sa carrière aux postes d'arrière et d'ailier.

## Palmarès
- Vainqueur des Jeux panaméricains de 1955
- Champion NBA 1958
- Champion ABL 1963